# Isabel Jeans
Isabel Jeans (ur. 16 września 1891 w Londynie, zm. 4 września 1985 tamże) – brytyjska aktorka filmowa i teatralna. Wystąpiła m.in. w dwóch niemych filmach Alfreda Hitchcocka: Na równi pochyłej  i Łatwej cnocie, a także w jego filmie dźwiękowym pt.: Podejrzenie.
Dwukrotnie wyszła za mąż. Jej pierwszym mężem był gwiazdor hollywoodzki Claude Rains, z którym się rozwiodła, a drugim, aż do jego śmierci, prawnik i dramaturg Gilbert "Gilley" Wakefield (1892-1963).
Zmarła w 1985, w wieku 93 lat, w Londynie.

## Wybrana filmografia
- 1927: Na równi pochyłej (Downhill) jako Julia Fotheringale
- 1928: Łatwa cnota (Easy Virtue) jako Larita Filton
- 1941: Podejrzenie (Suspicion) jako pani Newsham
- 1958: Gigi jako ciotka Alicia
- 1960: A Breath of Scandal jako księżniczka Eugénie